# Auguste Boué de Lapeyrère
Pour les articles homonymes, voir Boué (homonymie) et Lapeyrère (homonymie).
Augustin Emmanuel Hubert Gaston Marie Boué de Lapeyrère, dit Auguste Boué de Lapeyrère, né à Castéra-Lectourois (Gers) le 18 janvier 1852 et mort à Pau (Pyrénées-Atlantiques) le 17 février 1924, est un amiral français, ministre de la Marine de 1909 à 1911. Il joue un rôle important dans la modernisation de la Marine française dans les années qui précèdent la Première Guerre mondiale et commande l'armée navale de 1911 à 1915.

## Les premières années
Augustin-Emmanuel-Hubert-Gaston Boué de Lapeyrère nait à Castera-Lectourois (Gers), le 18 janvier 1852. Adopté au décès de son père par son oncle, le vice-amiral Dupouy, le futur amiral Boué de Lapeyrère entre à l’École navale en octobre 1869. Il demande vainement à être incorporé dans les unités de marins fusiliers combattant à terre lors de la déclaration de guerre de juillet 1870 contre la Prusse. Aspirant de première classe en 1872, il embarque sur l’Armide en escadre d’évolution et en 1873 sur le D’Estrée en Extrême-Orient. Second de la canonnière Aspic au Tonkin, il participe aux opérations dans le delta du fleuve Rouge et se retrouve promu enseigne de vaisseau en septembre 1875. Il effectue ensuite deux campagnes en Atlantique Sud sur le Loiret (1876), puis comme officier de manœuvre sur l’Hamelin (1877-1878).
En 1879, il entre comme élève à l’École des défenses sous-marines de Rochefort et en sort breveté torpilleur. Il est ensuite affecté comme officier de manœuvre sur l’aviso Boursaint à la division de l’Atlantique sud. Lors d’un séjour à Montevideo, il effectue des relevés hydrographiques qui lui valent les remerciements du gouvernement urugayen et, en février 1881, un témoignage de satisfaction. Lieutenant de vaisseau en août suivant, il commande à Cherbourg le torpilleur no 1 chargé de l’instruction des matelots torpilleurs. L’année suivante, alors que vient d’éclater la guerre franco-chinoise, il part pour l’Extrême-Orient comme second du Volta commandé par le futur amiral François Ernest Fournier avec lequel il fait des reconnaissances sur les côtes de Chine et du Tonkin.

## De la guerre franco-chinoise au ministère de la Marine (1881-1909)

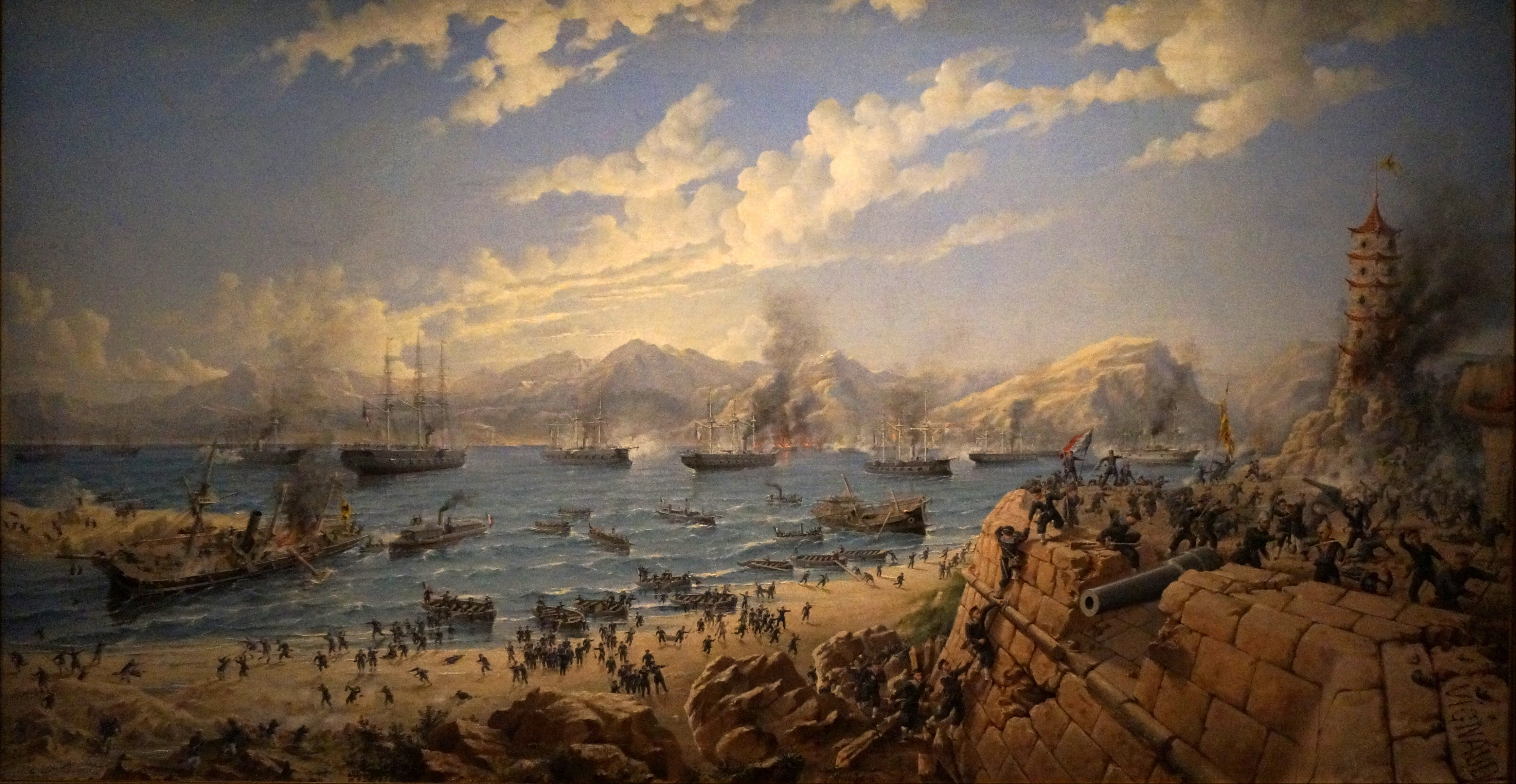
Bataille de Fou-Tchéou, le 23 août 1884. Boué de Lapeyrère s'y distingue en coulant un aviso chinois.

De mai à juillet 1883, il participe aux opérations dans le delta du fleuve Rouge (combat de la Pagode). Mais c’est lors de la campagne menée par Courbet contre la Chine qu’il s’illustre par une audace et un esprit offensif remarquables. Le 23 août 1883, Courbet attaque l’escadre chinoise au mouillage dans le port de Mawei. Armant en porte-torpille le canot à vapeur du Volta, Lapeyrère torpille l’aviso chinois Fou-Sing qui est ensuite incendié. Peu après, il met hors de combat un groupe de jonques et de sampans réfugiés dans la rivière Min. Nommé quelques jours plus tard commandant de la Vipère, il prend une part active aux combats de Formose. Lors du débarquement de Tamsui (octobre 1884), il reconnaît les passes, drague les torpilles qui les défendent et protège efficacement le retrait des troupes après l’échec de l’opération. Les 30 et 31 mai 1885, il se distingue à nouveau à la prise des îles Pescadores et reçoit les plus vifs éloges de Courbet.
Revenu en Europe, il est second sur le croiseur Seignelay au Levant en 1887. En octobre 1888, il dirige le sauvetage du paquebot Sindh échoué près du Pirée. Capitaine de frégate en novembre 1889, il reçoit l’année suivante le commandement du croiseur Cosmao dont il dirige les travaux d’achèvement et les essais. Second du cuirassé Richelieu en 1893, du Formidable en 1894, aide de camp en 1895 du vice-amiral président du Comité des inspecteurs généraux, Lapeyrère est promu capitaine de vaisseau en juin 1896 et commande le cuirassé Hoche en escadre du Nord, puis le croiseur La Clochetterie et la division de Terre-Neuve et d’Islande. Commandant le cuirassé Bennus en escadre en Méditerranée (1899-1900), il y consacre sa réputation d’excellent manœuvrier. Membre de la commission des machines et du grand outillage, 1901, contre-amiral en août 1902, major général à Rochefort, il reçoit en 1904 le commandement de la division navale de l’Atlantique. Membre du comité technique et président de la section des bâtiments de haute mer en 1906, vice-amiral en janvier 1908, il commande cette même année une division navale envoyée en Baltique avant d’être nommé préfet maritime de Brest.

## Son rôle dans la modernisation de la Marine française (1909-1911)
En 1909, Boué de Lapeyrère est appelé au ministère de la Marine dans les deux premiers cabinets d’Aristide Briand (24 juillet 1909-1er mars 1911). La Marine, à la suite des errements des théories de la « Jeune École », de l’insuffisance de ses crédits depuis 1871 et de la médiocrité des ministres qui se sont succédé pendant de nombreuses années, traverse une passe difficile. Autrefois deuxième du monde, elle est maintenant rétrogradée en quatrième place derrière la marine anglaise, américaine et allemande, talonnée de près par les marines japonaise et italienne. Conscient du problème, Lapeyrère mène une action énergique pour tenter de rattraper le retard, action facilitée par son caractère méridional qui lui a attiré de nombreuses sympathies dans les milieux politiques.
Il porte ses efforts dans trois domaines : la réorganisation des services et des soutiens, le recrutement et la formation, la mise en construction de bâtiments modernes. C’est ainsi que décret du 18 décembre 1909 réorganise les structures du département de la Marine et assure une meilleure coordination entre les services, celui du 12 septembre 1910 donne une nouvelle impulsion à l’École supérieure de la marine. Lapeyrère rajeunit les cadres et n’hésite pas à nommer chef du Service technique un ingénieur de 45 ans. Il pousse activement l’entrainement de la flotte et fait naviguer régulièrement les escadres.
La modernisation de la flotte, qui nécessite beaucoup d’argent alors que le Parlement et l’opinion sont peu réceptifs aux questions navales, est beaucoup plus délicate à mener. La loi-programme de 1910 doit permettre de définir des séries homogènes de cuirassés, de croiseurs et de torpilleurs, mais l’investissement nécessaire est tellement élevé que le gouvernement n’ose pas la présenter au Parlement. Malgré tout, l’impulsion est donnée et les deux premiers dreadnoughts français, le Courbet et le Jean Bart sont mis sur cale en 1912, rapidement suivis d'autres. C’est Boué de Lapeyrère qui prépare le programme dit « de 1912 » qui aurait dû donner à la France vers 1920 le chiffre de 24 grosses unités modernes (16 cuirassés type dreadnought, 8 croiseurs de bataille), mais la Grande Guerre fait avorter le projet.

## À la tête de l’Armée navale (1911-1915)

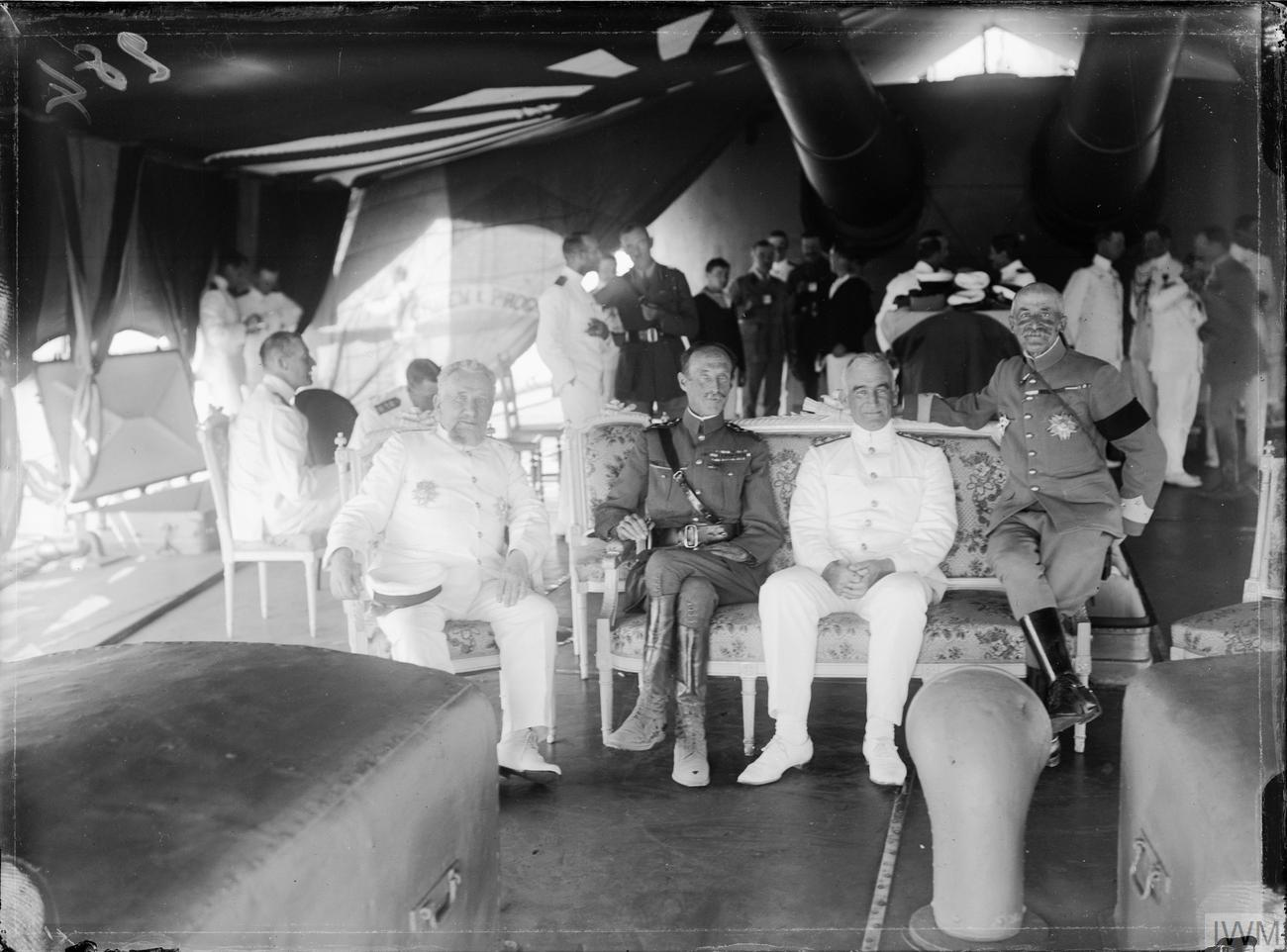
Boué de Lapeyrère commande l'armée navale au début de la guerre. Conseil allié sur le, de gauche à droite : Lapeyrère, Ian Hamilton et John de Robeck, Maurice Bailloud.

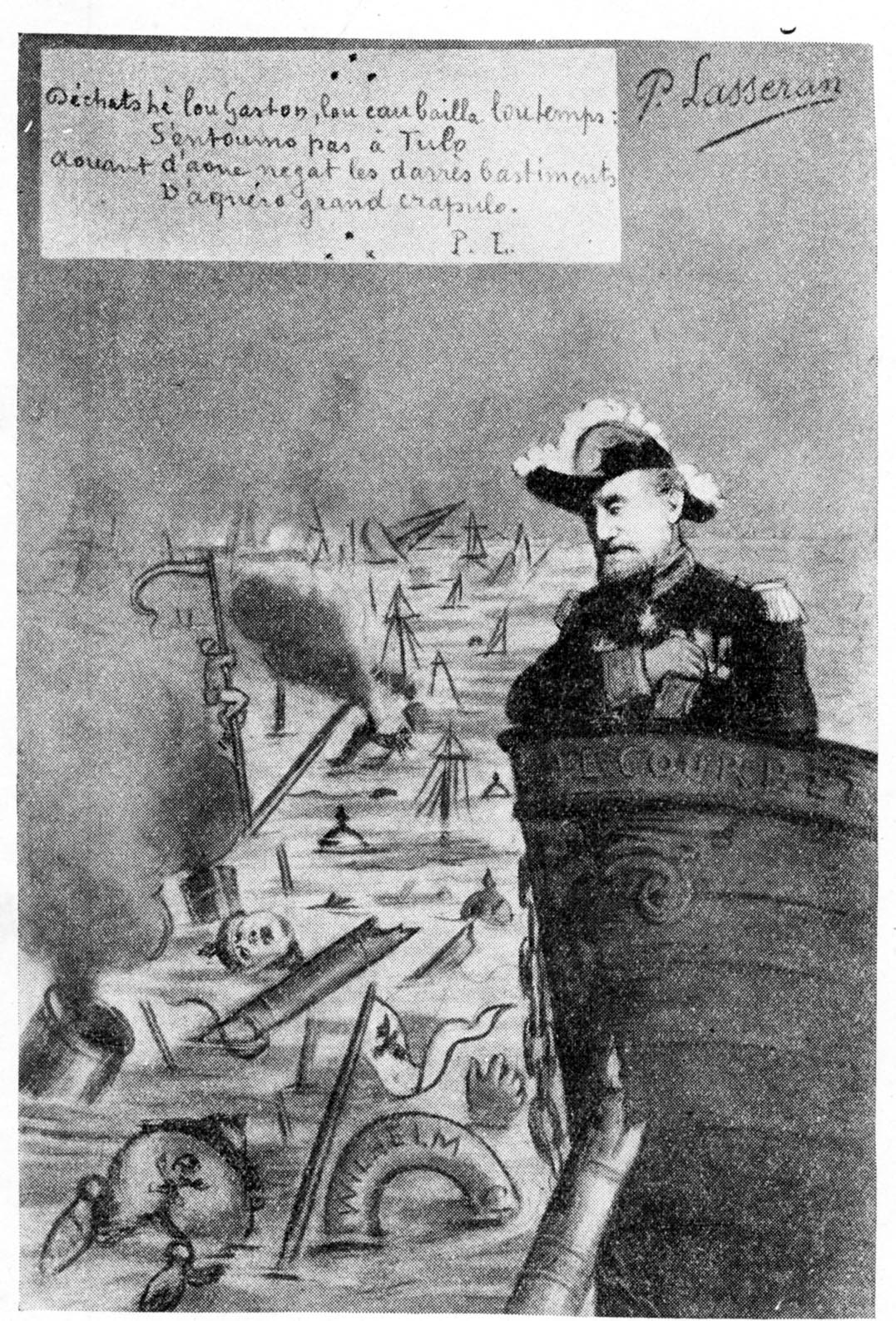
Caricature de Boué de Lapeyrère en 1915 (dessin de son compatriote Paul Noël Lasseran).

Entre-temps, Lapeyrère, après son départ du Ministère — c’est le dernier officier général à la tête de la marine avant la Première Guerre mondiale — a été nommé en août 1911 commandant de la première escadre de ligne devenue plus tard la première armée navale. Il pousse cette force à un remarquable degré d’entraînement, celle-ci devant, à la suite des accords franco-anglais de 1912, se concentrer en Méditerranée face à la flotte austro-hongroise (la Royal Navy devant se regrouper en mer du Nord face à la flotte allemande). En août 1914, il devient commandant en chef interallié en Méditerranée. Il a pour mission de protéger le transport en France du XIXe corps d’armée stationné en Algérie et d’empêcher la flotte autrichienne de sortir de l’Adriatique.
Très mal informé par le gouvernement de l’évolution de la situation politique et diplomatique, sans liaison sérieuse avec son collègue anglais, Lapeyrère assure cependant parfaitement l’escorte des convois de troupes qui arrivent à temps pour participer à la bataille de la Marne. Néanmoins, il laisse échapper les croiseurs allemands Goeben et Breslau qui viennent de bombarder les côtes algériennes et s’enfuient vers Constantinople, ce qui provoque un vif choc psychologique et lui vaut de gros reproches – injustifiés cependant car les navires allemands étaient tous plus rapides que les siens. Il s’engage ensuite dans l’Adriatique pour attaquer la flotte austro-hongroise. Il coule le croiseur Zenta devant Antivari (16 août), mais le gros de la marine adverse se dérobe malgré ses croisières de provocation. Il parcourt la côte et bombarde Cattaro (l’un des principaux ports de guerre autrichiens), occupe les îles Dalmates et détruit tous les sémaphores et ouvrages militaires.

## Sa démission et son retrait des fonctions (1915-1924)
Après cela, il met en place le blocus du canal d’Otrante, secourt le Monténégro et doit se préoccuper d’adapter ses forces à une guerre sous-marine que les états-majors n’ont nullement prévue. Il y consacre une grande partie de son énergie et de son temps, ce qui n’empêche pas les critiques contre sa stratégie, jugée pusillanime car il dispose de forces supérieures à celles des Autrichiens. Le vice-amiral Bienaimé le critique publiquement à plusieurs reprises. Lorsque le croiseur-cuirassé Léon Gambetta est coulé dans l’Adriatique par un U-Boot de la marine austro-hongroise le 27 avril 1915, il en est tenu personnellement responsable. Malade, Boué de Lapeyrère démissionne en octobre 1915. Il quitte le service actif et est admis dans la section de réserve en mars 1916. En janvier 1920, il présente sa candidature aux élections sénatoriales dans le Gers, comme républicain indépendant. Il est battu dès le premier tour et se retire ensuite de la vie publique. Il s'installe sur sa propriété de Tulle, près de Lectoure. Grand-croix de la Légion d'honneur en avril 1921, il meurt à Pau le 17 février 1924. Il est d'abord enterré dans le caveau familial de Castéra-Lectourois, puis sa dépouille est transférée aux Invalides en 1931.

## Postérité

### Toponymie
- Place Boué de Lapeyrère, à Lectoure (Gers)
- Rue Amiral Boué de Lapeyrère, à Lorient (Morbihan)
- Le canton Lapeyrère, le lac Lapeyrère qui y est situé, et le territoire non-organisé de Lac-Lapeyrère au Québec (Canada)

## Sources
: document utilisé comme source pour la rédaction de cet article.
- Georges Courtès (dir.), Le Gers, Dictionnaire biographique de l'Antiquité à nos jours, Société archéologique et historique du Gers, 2007.
- Michel Vergé-Franceschi (dir.), Dictionnaire d'Histoire maritime, éditions Robert Laffont, coll. « Bouquins », 2002
- Étienne Taillemite, Dictionnaire des marins français, Paris, Tallandier, coll. « Dictionnaires », octobre 2002, 537 p. [détail de l’édition] (ISBN 978-2847340082)
- François Cochet (dir.) et Rémy Porte (dir.), Dictionnaire de la Grande guerre 1914-1918, Paris, Éditions Robert Laffont, coll. « Inédit ; Bouquins », 2008, 1120 p. (ISBN 978-2-221-10722-5, OCLC 265644254)
- Jean Meyer et Martine Acerra, Histoire de la marine française : des origines à nos jours, Rennes, Ouest-France, 1994, 427 p. [détail de l’édition] (ISBN 2-7373-1129-2, BNF 35734655)
- Paul Jeannin-Naltet, Mémoires de la Société historique de Gers, 1994.
- Jean-Philippe Zanco, Dictionnaire des ministres de la Marine 1689-1958, SPM, 2011.
- Jean-Philippe Zanco, Boué de Lapeyrère (1852-1924) : l'amiralissime gascon, Orthez, Éditions Gascogne, coll. « 100 figures de Gascogne », 2016 pages=200, 175 p. (ISBN 978-2-36666-086-9).